# Iordanovo, Silistra
Iordanovo (în bulgară Йорданово, în română Golebina) este un sat în comuna Silistra, regiunea Silistra, Dobrogea de Sud, Bulgaria. 
Între anii 1913-1940 a făcut parte din plasa Accadânlar a județului Durostor, România. Lângă localitate a mai existat o așezare (azi dispărută) numită Golebina-Ceatalgea în timpul administrației românești.     

## Demografie
Componența etnică a satului Iordanovo
     Romi (43,27%)
     Turci (48,68%)
     Bulgari (6,88%)
     Nicio identificare (1,14%)
La recensământul din 2011, populația satului Iordanovo era de 610 locuitori. Nu există o etnie majoritară, locuitorii fiind turci (48,68%), romi (43,27%) și bulgari (6,88%). Pentru 1,14% din locuitori nu este cunoscută apartenența etnică.